# جون ويست (مغني)
جون ويست (بالإنجليزية: John West)‏ هو مغني أمريكي، ولد في 29 أكتوبر 1964 في سيراكيوز في الولايات المتحدة.

## وصلات خارجية
- الموقع الرسمي
- جون ويست على موقع ميوزك برينز (الإنجليزية)
- جون ويست على موقع ديسكوغز (الإنجليزية)